# Himácsal Prades
Himácsal Prades (dévanágari: हिमाचल प्रदेश), egy főleg hegyekből álló állam India északnyugati részén.

## Földrajz
Himácsal Prades az Elő-Himalájában fekszik, a területének 67,7%-a erdő.

## Természetvédelem
Nagy himalájai nemzeti park (Great Himalayan National Park)
1984-ben létesült. Területe 750 km². Az erdőkben 180 védett madárfaj él, és olyan ritka állatok, mint a fekete medve, hópárduc, pézsmaszarvas.
Pin völgyi nemzeti park (Pin Valley National Park)
Területe 1875 km². A Szpiti völgytől délre található. Ismert az itt látható hóleopárd és kőszáli kecske fajokról, bár mindkettő ritkán látható. A park júliustól októberig az 5319 m magas Pin-Parvati hágón közelíthető meg.

## Története
Ókori kereskedelmi útvonalak mentén fejlődött ki Himácsal Prades állam. Északi részét Tibet meghódította a 10. században. Jobban megközelíthető déli területeit rádzsák, ránák és takurok (=nemesek) osztották fel egymás között, ezzel sok kis apró „állam” jött létre, amik élén Kangra, Kullu és Csamba álltak. Szikh rádzsák uralták a területet a 19. század elején, akik szövetséget kötöttek a britekkel, hogy konszolidálják a hatalmukat. A 19. század során a britek számára Simla vált a nyári fővárossá. Innen indultak ki a keskeny nyomtávú vasúti vonalak. A britek lassan növelni tudták befolyásukat, aminek végén Simla vált az uralkodó központtá.
Himácsal Prades állam az 1948-as Függetlenség után alakult meg, aminek során sok falut felszabadítottak a feudális rendszer alól. 1966-ban az addig Pandzsábból irányított kerületeket (Kangra, Kullu, Lahaul és Szpiti) csatoltak hozzá. Maga az állam 1971-ben jött létre. A központi kormányzat eleinte elhanyagolta az államot, az azonban időközben India „energiaközpontjává” vált hatalmas vízierőművei révén, ahonnan az ország energiaszükségletének felét biztosították.

## Időjárása
Himácsal időjárása nagy területi különbségeket mutat. Található itt olyan rész, ami Indiai legesősebb területének számít (a McLeod Gandzs környéke), és itt van az egyik legszárazabb is (a Szpiti völgy). Amikor a monszun megérkezik, július közepétől szeptember közepéig az utak a fölcsuszamlások miatt sok helyen napokig járhatatlanok. Novembertől áprilisig sok hegyi területet elzár a hó. Időjárás szempontjából a legkedvezőbb időszak májustól július közepéig tart, illetve szeptember közepétől novemberig.

## Közlekedés
Simla, Dharamszala és a Kullu völgyben lévő városok összeköttetésben állnak Delhivel közvetlen buszjáratokkal, illetve légi úton. Ladakban egy hosszú és rázós út vezet Manali és Leh között.

## Demográfia

### Nyelvek
Himácsal Prades beszélt nyelvei (2001)

### Vallás
Himácsal Prades vallási megoszlása (2011)

### Főbb városok
| Város | Népesség |
| ----- | -------- |
| Simlá | 169.578  |
| Solan | 39.256   |
| Nahan | 28.899   |

## Fordítás
- Ez a szócikk részben vagy egészben  a   Himachal Pradesh című angol Wikipédia-szócikk fordításán alapul.  Az eredeti cikk szerkesztőit annak laptörténete sorolja fel. Ez a jelzés csupán a megfogalmazás eredetét és a szerzői jogokat jelzi, nem szolgál a cikkben szereplő információk forrásmegjelöléseként.